# Novoselci (żupania pożedzko-slawońska)
Novoselci – wieś w Chorwacji, w żupanii pożedzko-slawońskiej, w mieście Pleternica. W 2011 roku liczyła 198 mieszkańców.